# 범죄사회학
범죄사회학(犯罪社會學)은 사회학적 분석 방법을 이용하여 범죄의 원인을 설명하려고하는 학문이다. 유전보다 환경에 초점을 맞춘 것이 특징이다.